# Strömsholm
För andra betydelser, se Strömsholm (olika betydelser).
Strömsholm är en tätort i Hallstahammars kommun i Kolbäcks socken. Till Strömsholmsområdet hör även orterna Mölntorp och Borgåsund.

## Befolkningsutveckling
| Befolkningsutvecklingen i Strömsholm 1960–2020                    | Befolkningsutvecklingen i Strömsholm 1960–2020 | Befolkningsutvecklingen i Strömsholm 1960–2020 | Befolkningsutvecklingen i Strömsholm 1960–2020 | Befolkningsutvecklingen i Strömsholm 1960–2020 |
| ----------------------------------------------------------------- | ---------------------------------------------- | ---------------------------------------------- | ---------------------------------------------- | ---------------------------------------------- |
|                                                                   |                                                |                                                |                                                |                                                |
| År                                                                |                                                |                                                | Folkmängd                                      | Areal (ha)                                     |
| 1960                                                              | 1960                                           |                                                | 195                                            | ¤                                              |
| 1965                                                              | 1965                                           |                                                | 213                                            |                                                |
| 1970                                                              | 1970                                           |                                                | 448                                            |                                                |
| 1975                                                              | 1975                                           |                                                | 558                                            |                                                |
| 1980                                                              | 1980                                           |                                                | 579                                            |                                                |
| 1990                                                              | 1990                                           |                                                | 551                                            | 119                                            |
| 1995                                                              | 1995                                           |                                                | 671                                            | 122                                            |
| 2000                                                              | 2000                                           |                                                | 657                                            | 122                                            |
| 2005                                                              | 2005                                           |                                                | 594                                            | 123                                            |
| 2010                                                              | 2010                                           |                                                | 664                                            | 129                                            |
| 2015                                                              | 2015                                           |                                                | 676                                            | 133                                            |
| 2020                                                              | 2020                                           |                                                | 701                                            | 126                                            |
| Anm.: Ny tätort 1965 ¤ Som tätortsbebyggelse med 150-199 invånare |                                                |                                                |                                                |                                                |

## Hippologiskt centrum
I Strömsholm ligger Regiondjursjukhuset Strömsholm, ett av Sveriges regiondjursjukhus för hästar och smådjur.

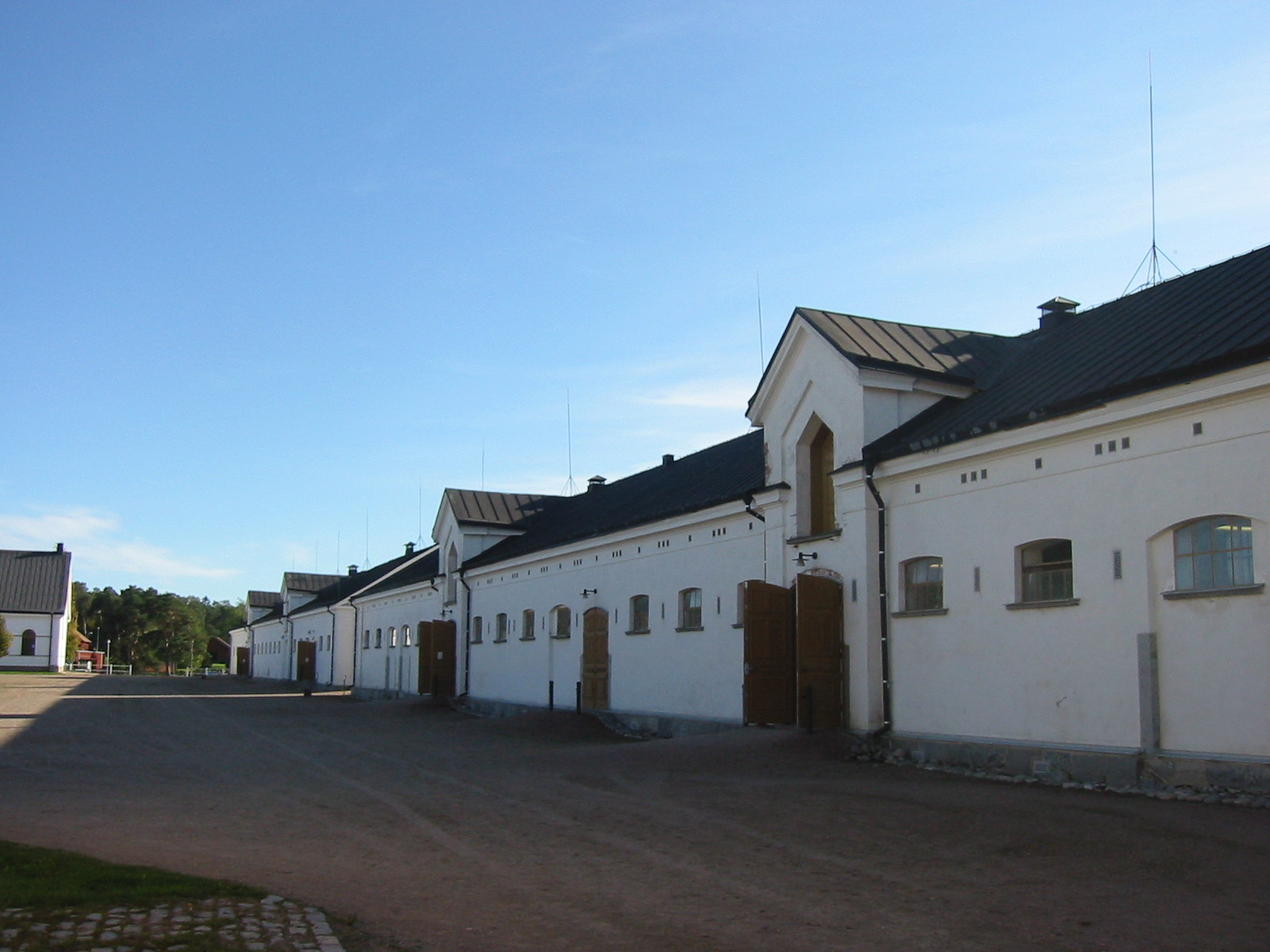
Det stora stallet

Längst i söder, vid Mälarstranden, ligger Ridskolan Strömsholm som fram till 1968 var arméns skola för utbildning i ridning och körning. Strax intill låg övningsfältet Utnäslöt.
I slottsparken strax öster om Strömsholms slott anordnas varje år i juni hopp- och dressyrtävlingar, Nationaldagstävlingarna. 
På Österängen vid slottet anordnas varje år galopptävlingen Svenskt Grand National. Nationaldagstävlingarnas fälttävlan anordnas på Österängen.
I Strömsholm ligger även Hästsportens folkhögskola.
Vid stallbacken ligger Knytpunkten, som är ett besökscenter med hörsal, utställning, café och turistinformation. Centret är en del av Ekomuseum Bergslagen.

## Övrigt
I Strömsholm fanns till 2018 Jazzens Museum med 12 000 föremål från ett stort antal artister, såsom Charlie Norman, Alice Babs och Povel Ramel.